# Ašxarh
Ašxarh fou el nom armeni utilitzat en l'administració del regne d'Armènia, que podria traduir-se com a província o país mentre el gawar era el cantó o comarca. Aquest darrer terme es equivalent al georgià k'ueqana, que s'ha de traduir per "país", per lo que el terme armeni ašxarh s'ha de traduir com província o país mentre que gawar s'ha de traduir per país o cantó (comarca).